# Ruanoho decemdigitatus
El Ruanoho decemdigitatus es un pez de la familia Tripterygiidae. Normalmente se halla cerca de Nueva Zelanda a pocos metros de profundidad, alrededor de 17 a 30 m, comúnmente en zonas de arrecifes con rocas picudas.
El cuerpo es muy alargado, en forma cilíndrica, tiene una longitud de entre 4 y 8 cm. Tiene dos aletas dorsales (la primera con tres radios, la segunda más larga, con 14 radios) y su cabeza es aplanada con grandes ojos rodeados por una banda oscura que da lugar a su nombre común triplealeta de anteojos. La cabeza y las aletas tienen un estampado de finas líneas azules. Sus aletas pectorales grandes se utilizan como apoyos cuando esté descansando en el fondo, donde pasa la mayor parte de su tiempo. La aleta anal es larga y la caudal redondeada.
Presenta dimorfismo sexual: el macho tiene el cuerpo gris-negro, las aletas de color rojo, con la aleta anal bordeada de blanco y azul durante la temporada de reproducción. La hembra es de color verde-gris con una banda de límites apenas perceptibles a lo largo de las aletas dorsales. En su época de reproducción en invierno y primavera los machos se vuelven más oscuros con la cabeza azul negruzca, la aleta dorsal negra, y barras oscuras en el cuerpo.